# 蘭嶼千金藤
蘭嶼千金藤（学名：Stephania merrillii，達悟語：tagad）为防己科千金藤屬下的一个种。多年生草质藤本，生于山野，分布于台湾。

## 扩展阅读
- 維基物種上的相關：蘭嶼千金藤